# Postrijtuig

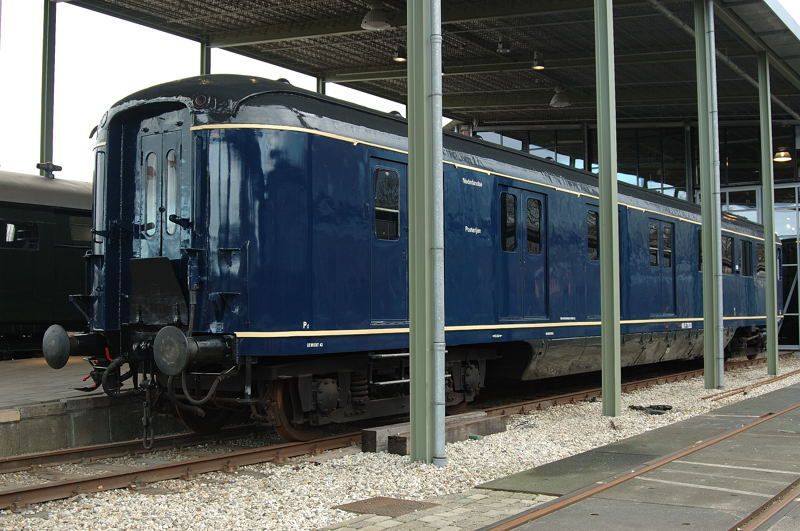
Plan C postrijtuig P7920 in het Nederlands Spoorwegmuseum

Een postrijtuig is een rijtuig, speciaal ingericht voor het transporteren van poststukken. Vaak werd de post tijdens de rit gesorteerd.
In de jaren vijftig van de 20e eeuw werden voor de getrokken treinen van de Nederlandse Spoorwegen de postrijtuigen Plan C, Plan E en Plan L gebouwd. Deze postrijtuigen deden dienst tot 1980-’83. Een rijtuig van Plan C is bewaard gebleven bij het Nederlands Spoorwegmuseum en een rijtuig Plan L is bewaard gebleven bij de Stichting Historisch Dieselmaterieel.

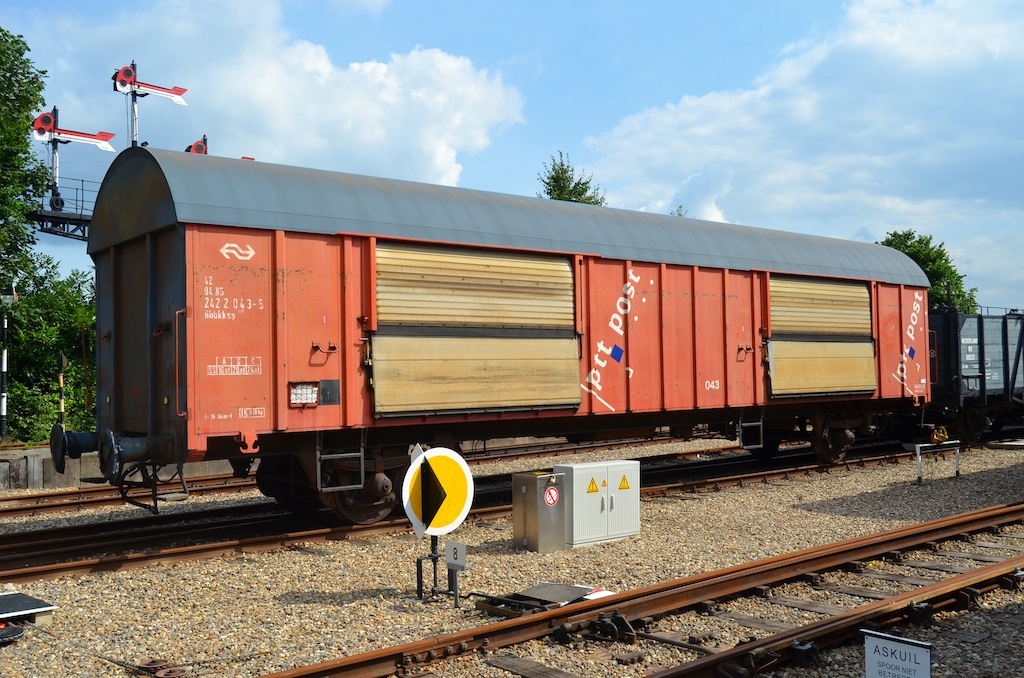
Postwagen NS 242 2 043 Hbbkkss in het Nederlands Spoorwegmuseum.

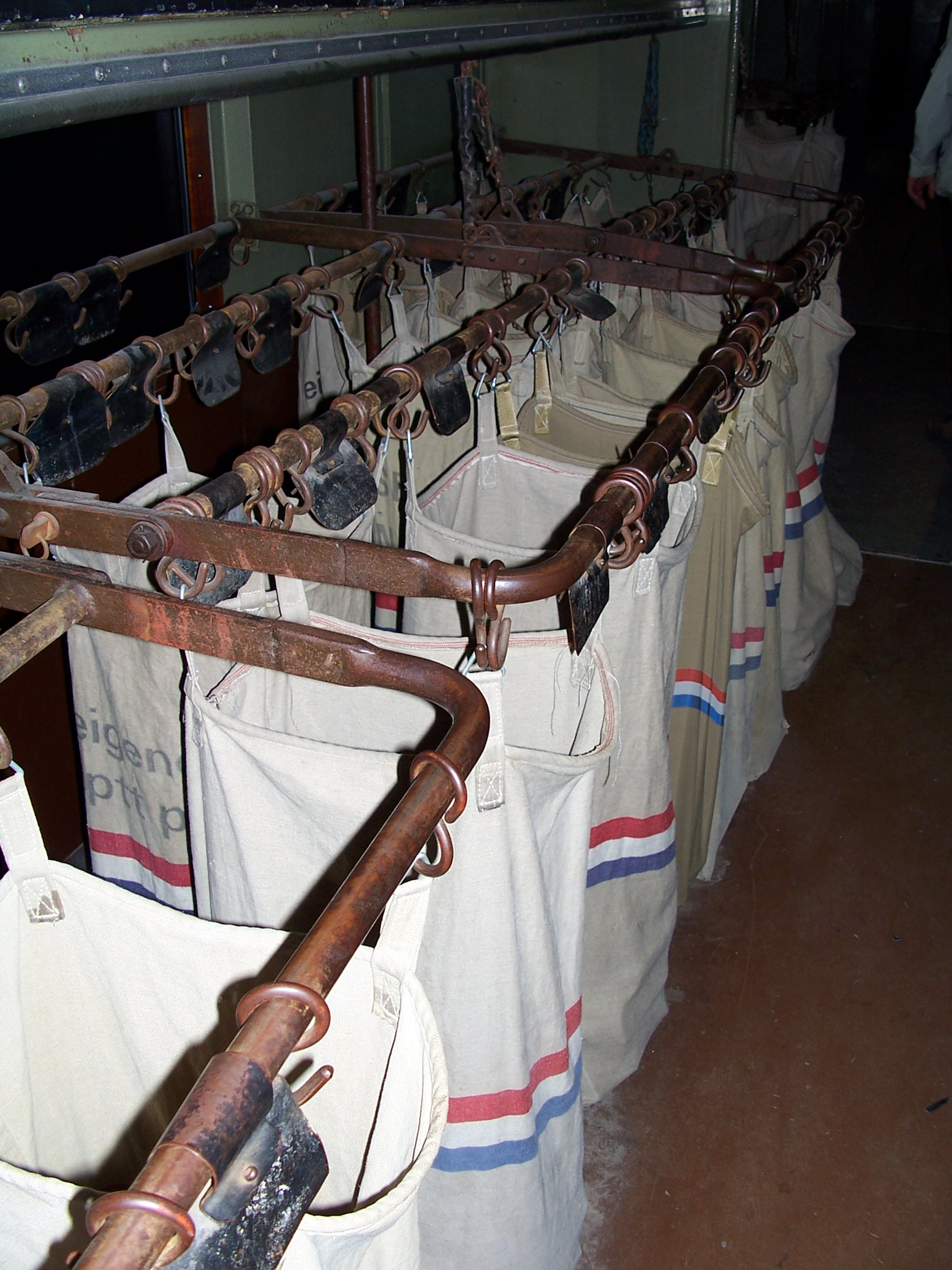
Interieur van een postrijtuig

Voor het postvervoer met Stroomlijnmaterieel werden in de jaren dertig tot en met de jaren vijftig de rijtuigen type Pec (elektrisch postrijtuig met toilet), gebouwd. Ze konden worden gekoppeld aan het stroomlijnmaterieel dat is gebouwd vanaf de jaren dertig tot en met de jaren veertig en met de treinstellen van het type Mat '54 (Hondekop). De laatste Pec’s werden buiten dienst gesteld in 1979. Eén exemplaar is bewaard gebleven bij het Nederlands Spoorwegmuseum.
Vanaf de jaren vijftig werden diverse motorrijtuigen van het type Mat '24 (Blokkendoos) verbouwd tot motorpostrijtuigen. Vanaf 1965 werden ze vervangen door nieuwgebouwde motorpostrijtuigen (mP van de NS-serie 3000). Vanaf de jaren zeventig werden speciaal voor postvervoer gebouwde postgoederenwagens (type Hbbkkss) gebruikt. Die werden getrokken door de mP's. Sinds 1997 wordt in Nederland per spoor geen post meer vervoerd.
Enkele vroegere motorposten werden in de jaren negentig nog verbouwd tot dienstrijtuig of meetrijtuig.
Eén motorpostrijtuig (mP 3031) is opgenomen in de collectie van het Nederlands Spoorwegmuseum te Utrecht. Deze is inmiddels weer roodbruin geschilderd, de kleur van de afleveringstoestand. Ook de postwagen Hbbkkss 242 2 043 behoort tot de collectie.
De Stichting 2454 CREW beschikt sinds 2020 over motorpostrijtuig mP 3029. Deze is teruggebracht in de PTT kleurstelling van de jaren negentig. De Stichting Stadskanaal Rail in Stadskanaal beschikte over de postwagen Hbbkkss 242 2 019. Deze is in 2023 overgedragen aan de Stichting 2454 CREW.
Station Utrecht Maliebaan · Heimwee Express · Pendeldienst naar Utrecht Centraal · Afbeeldingen